# Ecnomus hinayana
Ecnomus hinayana is een schietmot uit de familie Ecnomidae. De soort komt voor in het Oriëntaals gebied.